# Fernando Sokolowicz
Fernando Sokolowicz (Buenos Aires, 10 de novembre de 1949) és un empresari i productor cinematogràfic argentí, fundador, ex accionista i ex director del diari Página/12.

## Biografia
Fill d'un discretament pròsper empresari fuster, va militar en la dècada de 1970 a l'Ejército Revolucionario del Pueblo, l'ala militar del Partido Revolucionario de los Trabajadores. Després de la virtual desaparició del grup guerriller amb l'operació militar "antisubversiva" denominada Operativo Independencia, Sokolowicz es va exiliar en Israel, on residiria fins al retorn de la democràcia. En finalitzar el règim dictatorial autodenominat Procés de Reorganització Nacional, Sokolowicz va participar de la fundació del Moviment Jueu pels Drets Humans. En el curs del seu treball va entaular una relació amb el periodista Jorge Lanata, qui li va oferir participar en el finançament del periòdic que planejava llançar en 1987. El 12 d'abril de 2016 va anunciar la seva sortida de Página/12, el periòdic va ser venut pel sindicalista dels porters d'edificis Víctor Santa María.
La seva carrera audiovisual abarca la presidència de l'Asociación de Productores de la Cultura Audiovisual, ONG de Productors Argentins. Va obtenir algunes nominacions als Premis Platino.

## Cinema
En 1990 va crear la productora Aleph, edicada al cinema, que realitzaria diverses pel·lícules d'èxit en la dècada de 1990, comptant-se entre elles El lado oscuro del corazón, La nave de los locos, América mía, Sus ojos se cerraron y el mundo sigue andando i Operación Fangio. Fou productor executiu de Hasta la victoria siempre (1997).

## TV
En 1999 Sokolowicz va comprar el canal Aleph Televisión, un senyal de cable dedicada a l'emissió cultural com a mitjà de la col·lectivitat jueva argentina. Al juliol de 2002, no obstant això, una altra adquisició va aixecar renou: en societat amb l'empresari Daniel Hadad, va formar una societat per a adquirir Azul TV. La notícia va provocar escàndol i els col·laboradors van negar rotundament qualsevol afiliació amb Hadad i amb Benjamín Vijnovsky, el tercer soci, un antic operador del Grup Meller, un dels principals protagonistes de les privatitzacions dels serveis de gas natural i aigua corrent durant el govern de Carlos Menem. Sokolowicz es retiraria de la societat pocs mesos més tard.

## HEi Films
El 6 de juliol de 2017, a Asunción, Paraguai, es va anunciar una aliança estratègica entre la nova companyia paraguaiana "HEi Films", amb direcció executiva de Dani Da Rosa, amb Sokolowicz, a través de les seves empreses "Aleph Media" y "Tercer Arco". El contacte es va donar a través del guionista Andrés Gelós (“Cumbia Ninja” i “Kdabra”), amb l'objectiu de coproductir dues o tres pel·lícules, durant els pròxims deu anys. L'acord es va iniciar amb el rodatge a Paraguai de "Gracias Gauchito", de Cristian Jure, sobre la llegenda de Gauchito Gil; així com la participació en qualitat de coproductor de HEi Films a "Desearás al hombre de tu hermana", estrenada a Paraguai el 12 d'octubre de 2017, una setmana després d'Argentina. El 6 de novembre de 2017 es va iniciar el rodatge de la pel·lícula paraguaiana d'acció militar "Leal, solo hay una forma de vivir", en la que "Arco Libre" intervé com a coproductor.

## Filmografia
| Any  | Treball                                    | Rol                | Notes                                                |
| 1967 | Hasta la victoria siempre                  | Productor executiu | Curt documental                                      |
| 1992 | El lado oscuro del corazón                 | Productor associat | De Eliseo Subiela, amb Darío Grandinetti             |
| 1995 | La nave de los locos                       | Productor          | De Ricardo Wullicher                                 |
| 1996 | La dama regresa                            | Productor          | De Jorge Polaco, con Isabel Sarli                    |
| 1997 | Sus ojos se cerraron                       | Productor associat | De Jaime Chávarri, amb Darío Grandinetti             |
| 1997 | Hasta la victoria siempre                  | Productor executiu | Biografia d'Ernesto "Che" Guevara                    |
| 1998 | Frontera Sur                               | Productor          | De Gerardo Herrero                                   |
| 1998 | América mía                                | Productor          | De Gerardo Herrero                                   |
| 1999 | Un dulce olor a muerte                     | Coproductor        | De Gabriel Retes, amb Diego Luna                     |
| 1999 | Operación Fangio                           | Productor          | De Alberto Lecchi, sobre Juan Manuel Fangio          |
| 2003 | El juego de Arcibel                        | Productor          | De Alberto Lecchi, amb Darío Grandinetti             |
| 2004 | 18-j                                       | Productor          | Documental col·lectiu sobre l’atemptat a l’AMIA      |
| 2005 | ...en fin, el mar                          | Productor          | De Jorge Dyszel                                      |
| 2005 | Lifting de corazón                         | Coproductor        | De Eliseo Subiela                                    |
| 2006 | Las manos                                  | Productor          | De Alejandro Doria                                   |
| 2006 | Suspiros del corazón                       | Productor          | De Enrique Gabriel                                   |
| 2006 | La punta del diablo                        | Productor          | De Marcelo Paván                                     |
| 2007 | Naranjo en flor                            | Productor associat | De Antonio González-Vigil                            |
| 2007 | Cartas para Jenny                          | Productor          | De Diego Musiak                                      |
| 2007 | Martín Fierro, la película                 | Productor executiu | Animació escrita per Roberto Fontanarrosa            |
| 2007 | Isidoro, la película                       | Productor executiu | Animació de José Luis Massa                          |
| 2007 | La última muerte                           | Productor          | De David Ruiz                                        |
| 2008 | El artista                                 | Productor          | De Mariano Cohn i Gastón Duprat                      |
| 2009 | Paco                                       | Productor executiu | De Diego Rafecas, amb Norma Leandro                  |
| 2009 | Ni dios, ni patrón, ni marido              | Productor executiu | De Laura Mañá                                        |
| 2009 | Marea de arena                             | Productor executiu | De Gustavo Montiel Pagés                             |
| 2009 | Cuentos de la selva                        | Productor executiu | Animació sobre relats de Horacio Quiroga             |
| 2009 | Boogie, el aceitoso                        | Coproductor        | Animació de Gustavo Cova                             |
| 2009 | El hombre de al lado                       | Productor          | De Gastón Duprat i Mariano Cohn                      |
| 2010 | Pájaros volando                            | Productor associat | De Néstor Montalbano, amb Diego Capusotto            |
| 2010 | Eva & Lola                                 | Productor          | De Sabrina Farji                                     |
| 2010 | Un lugar lejano                            | Productor          | De José Ramón Nóvoa                                  |
| 2010 | Juntos para siempre                        | Productor associat | De Pablo Solarz                                      |
| 2010 | Swift, dos siglos bajo el mar              | Productor          | Documental de Uriel Sokolowicz Porta                 |
| 2011 | La máquina que hace estrellas              | Productor          | Animació de Esteban Echeverría                       |
| 2011 | Selkirk, el verdadero Robinson Crusoe      | Productor          | Animació de Walter Tournier                          |
| 2011 | Verdades verdaderas. La vida de Estela     | Productor          | De Nicolás Gil Lavedra                               |
| 2011 | Viudas                                     | Productor executiu | De Marcos Carnevale, amb Graciela Borges             |
| 2011 | Verano maldito                             | Productor          | De Luis Ortega                                       |
| 2011 | Las elecciones                             | Productor associat | Mini serie                                           |
| 2011 | Violeta se fue a los cielos                | Productor executiu | De Andrés Wood, sobre Violeta Parra                  |
| 2011 | Querida voy a comprar cigarrillos y vuelvo | Productor          | De Mariano Cohn i Gastón Duprat                      |
| 2011 | El dedo                                    | Productor          | De Sergio Teubal                                     |
| 2011 | Mía                                        | Productor          | De Javier Van de Couter                              |
| 2012 | La guayaba                                 | Productor associat | De Maximiliano González                              |
| 2012 | La cacería                                 | Productor executiu | De Carlos Orgambide                                  |
| 2012 | Kajianteya                                 | Productor          | Documental de Daniel Samyn                           |
| 2012 | Amor a mares                               | Productor          | De Ezequiel Crupnicoff                               |
| 2012 | El vagoneta en el mundo del cine           | Productor          | De Maximiliano Gutiérrez                             |
| 2013 | Las niñas Quispe                           | Productor          | De Sebastián Sepúlveda                               |
| 2013 | Corazón de león                            | Productor          | Comèdia de Marcos Carnevale, amb Guillermo Francella |
| 2013 | Tlatelolco, Verano de 68                   | Productor          | De Carlos Bolado                                     |
| 2013 | Esclavo de Dios                            | Productor executiu | De Joel Novoa Schneider                              |
| 2013 | El ardor                                   | Productor          | De Pablo Fendrik, amb Gael García Bernal             |
| 2014 | Pistas para volver a casa                  | Productor          | De Jazmín Stuart                                     |
| 2014 | Las insoladas                              | Productor associat | De Gustavo Taretto, amb Luisana Lopilato             |
| 2014 | El último mago o Bilembambudin             | Productor          | Animació de Diego Rodríguez                          |
| 2014 | Alta Cumbia                                | Productor          | De Cristian Jure                                     |
| 2014 | Un amor en tiempos de selfies              | Productor          | De Emilio Tamer                                      |
| 2014 | Locas y Santas                             | Productor          | De Paulo Thiago                                      |
| 2015 | Tuya                                       | Productor          | De Edgardo González Amer                             |
| 2015 | La soñada                                  | Productor          | De Alejo Domínguez                                   |
| 2015 | Chicas nuevas 24 horas                     | Productor associat | Documental de Mabel Lozano                           |
| 2015 | Eva no duerme                              | Productor associat | De Pablo Agüero, sobre Eva Perón                     |
| 2015 | El almuerzo                                | Productor associat | De Javier Torre, sobre Haroldo Conti                 |
| 2015 | Operación México, un pacto de amor         | Productor          | De Leonardo Bechini                                  |
| 2015 | 8 Tiros                                    | Productor          | De Bruno Hernández                                   |
| 2015 | El encuentro de Guayaquil                  | Productor          | De Nicolás Capelli                                   |
| 2015 | Los inocentes                              | Productor          | De Mauricio Brunetti                                 |
| 2016 | Todo sobre el asado                        | Productor          | Documental de Gastón Duprat i Mariano Cohn           |
| 2016 | El ciudadano ilustre                       | Productor          | De Gastón Duprat i Mariano Cohn                      |
| 2017 | El peso de la ley                          | Productor general  | De Fernán Mirás, amb Darío Grandinetti               |
| 2017 | El silencio                                | Productor          | De Arturo Castro Godoy                               |
| 2017 | Desearás al hombre de tu hermana           | Productor          | De Diego Kaplan, amb Carolina Ardohain               |
| 2018 | La obra secreta                            | Productor          | De Graciela Taquini, amb Daniel Hendler              |
| 2018 | Gracias Gauchito                           | Productor          | De Cristian Jure                                     |
| 2018 | Leal, solo hay una forma de vivir          | Coproductor        | Producció de Hei Films (Paraguai)                    |
| 2018 | Mi obra maestra                            | Coproductor        | De Gastón Duprat, amb Guillermo Francella            |
| 2018 | Bestseller                                 | Productor          | De Carlos Sorín                                      |
| 2019 | Shalom Taiwán                              | Productor          | De Walter Tejblum                                    |